# Митин, Александр Матвеевич
Александр Матвеевич Митин (22 июля 1914 года, с. Шершалан, Казанская губерния, Российская империя — скончался после 1985 года, СССР) — советский военачальник, полковник (1949).

## Биография
Родился 22 июля 1914 года в селе Шершалан, ныне одноимённый хутор Балтачевского сельского поселения Камско-Устьинского района, Татарстана. Русский. До службы в армии работал слесарем на заводе № 76 в городе Надеждинск Свердловской области, с августа 1932 года — учителем и заведующим начальной школы в родном селе.

### Военная служба

#### Межвоенные годы
25 октября 1934 года поступил курсантом в Казанское военно-пехотное училище, после его окончания с ноября 1937 года служил в 341-м стрелковом Краснознаменном полку им. М. В. Фрунзе 66-й стрелковой дивизии 1-й Отдельной Краснознаменной армии командиром взвода полковой школы, командиром стрелковой роты и помощником начальника штаба полка. В марте 1940 года зачислен слушателем в Военную академию им. М. В. Фрунзе. Член ВКП(б) с 1940 года.

#### Великая Отечественная война
С началом войны в октябре 1941 года из академии откомандирован на Юго-Западный фронт помощником начальника организационно-планового отдела управления тыла 10-й армии. После расформирования штаба армии в том же месяце переведен на ту же должность в управление тыла Калининского фронта. 3 ноября 1941 года при бомбежке ст. Пищалино Калининской области был контужен. С 8 декабря исполнял должность начальника штаба 508-го стрелкового полка 174-й стрелковой дивизии 29-й армии и участвовал в Калининской и Ржевско-Вяземской наступательных операциях. 20 марта 1942 года у деревни Дорожко под городом Ржев получил пулевое ранение в ногу. Приказом НКО от 17 марта 1942 года за успешное проведение боев в районе Ржева и овладение плацдармом на правом берегу реки Волга дивизия была переименована в 20-ю гвардейскую, а полк — в 57-й гвардейский.
С 21 апреля 1942 года майор Митин вступил в командование отдельным учебным батальоном этой дивизии, а в мае был назначен командиром 83-го гвардейского стрелкового полка 27-й гвардейской стрелковой дивизии 58-й армии. 9 июля 1942 года под городом Великие Луки майор Митин был тяжело ранен, а 22 июля при аварии самолёта у ст. Назимово — контужен. До декабря находился в госпиталях, затем служил в штабе Московской зоны обороны помощником и старшим помощником начальника оперативного отдела. С сентября 1943 года исполнял должность старшего помощника начальника оперативного отдела штаба 5-й армии Западного фронта.
В феврале 1944 года назначен начальником штаба 338-й стрелковой дивизии. До июля она находилась в обороне юго-восточнее Витебска, затем в составе войск 5-й армии 3-го Белорусского фронта участвовала в Белорусской, Витебско-Оршанской, Минской, Вильнюсской и Каунасской наступательных операциях. Приказом ВГК от 12 августа 1944 года за отличия в боях при прорыве обороны немцев на реке Неман ей было присвоено наименование «Неманская». Со 2 сентября дивизия находилась в обороне, затем в составе 39-й армии принимала участие в Прибалтийской и Мемельской наступательных операциях. С 18 января 1945 года Митин временно исполнял должность командира дивизии. 25 января 1944 года после марша она перешла в наступление, переправилась через реку Дайме в районе Гросс-Поппельн и продвигалась на Гольдбах. В дальнейшем её части преследовали противника до рубежа Поггенфульд — Кугген, после чего перешли к обороне. С прибытием вновь назначенного комдива полковника Я. Ф. Потехина с 22 февраля вернулся к исполнению прямых обязанностей начальника штаба. За боевые отличия в этих боях он был награждён орденом Красного Знамени. В течение февраля — марта 1945 года части дивизии в составе той же 39-й армии 1-го Прибалтийского фронта и Земландской группы войск 3-го Белорусского фронта вели оборонительные бои северо-западнее Кёнигсберга, затем с 6 апреля участвовали в Кёнигсбергской наступательной операции и овладении городами Кёнигсберг и Фишхаузен (Приморск). С 1 мая 1945 г. дивизия вместе с 39-й армией была выведена в резерв ВГК и к концу июня по ж. д. переброшена на Забайкальский фронт. В период передислокации с 18 мая по 3 июля подполковник Митин вновь временно командовал 338-й стрелковой Неманской дивизией.

#### Советско-японская война
В августе 1945 года начальник штаба 338-й стрелковой Неманской дивизии Митин принимал участие в Маньчжурской, Хингано-Мукденской наступательных операциях. Указом ПВС СССР от 20.09.1945 за образцовое выполнение заданий командования в боях против японских войск на Дальнем Востоке при прорыве Халун-Аршанского укрепленного района, форсировании горного хребта Большой Хинган, овладении городами Чанчунь, Мукден, Порт-Артур дивизия была награждена орденом Красного Знамени.

#### Послевоенное время
С 25 ноября 1945 года исполнял должность начальника штаба 19-й гвардейской стрелковой Руднянско-Хинганской ордена Ленина Краснознаменной ордена Суворова дивизии 39-й армии Приморского ВО. В 1948 году окончил заочный факультет Военной академии им. М. В. Фрунзе. С ноября 1949 года по апрель 1952 года учился в Высшей военной академии им. К. Е. Ворошилова, после окончания её зачислен в распоряжение 1-го управления Генштаба Советской армии и направлен в длительную командировку на должность военного советника командира пехотной дивизии Чехословацкой армии. В августе 1953 года освобожден и откомандирован в ГУК, затем в сентябре назначен начальником штаба и заместителем командира 318-й горнострелковой дивизии 3-го горнострелкового корпуса 38-й армии ПрикВО (г. Мукачево). С июля 1954 года исполнял должность начальника штаба этого корпуса в городе Ужгород. С июня 1956 года полковник Митин назначен начальником военной кафедры во Львовском полиграфическом, а с августа — в Житомирском сельскохозяйственном институтах. 24 июля 1959 года гвардии полковник Митин уволен в запас.

## Награды
- четыре ордена Красного Знамени (27.04.1942[4], 06.02.1945[5], 28.09.1945[6] 05.11.1954[7])
- орден Отечественной войны I степени (06.11.1985)[8]
- орден Отечественной войны II степени (30.10.1944)[9]
- орден Красной Звезды (15.11.1950)[7]
- медали в том числе:
  - «За боевые заслуги» (03.11.1944)[10][7]
  - «За оборону Москвы»
  - «За Победу над Германией в Великой Отечественной войне 1941—1945 гг.» (1945)
  - «За победу над Японией» (1945)
  - «За взятие Кёнигсберга» (1945)
  - «Ветеран Вооружённых Сил СССР» (1976)